# Phyllogomphus aethiops
Phyllogomphus aethiops är en trollsländeart som först beskrevs av Selys 1854.  Phyllogomphus aethiops ingår i släktet Phyllogomphus och familjen flodtrollsländor. IUCN kategoriserar arten globalt som livskraftig. Inga underarter finns listade i Catalogue of Life.